# 贾森·史密斯 (1986年)
贾森·史密斯（英語：Jason Smith，1986年3月2日—），美国NBA职业篮球运动员，場上位置為大前锋和中鋒，现效力於密爾瓦基公鹿。

## NBA生涯
2007年6月28日，史密斯在2007年選秀以第一轮第20顺位被迈阿密热火选中，随即和費城76人交易以换取戴奎恩·库克。